# Canton d'Envermeu
Le canton d'Envermeu est une ancienne division administrative française située dans le département de la Seine-Maritime et la région Haute-Normandie.

## Géographie
Ce canton était organisé autour d'Envermeu dans l'arrondissement de Dieppe. Son altitude variait de 0 m (Biville-sur-Mer) à 196 m (Notre-Dame-d'Aliermont) pour une altitude moyenne de 90 m.

## Représentation

### Conseillers généraux de 1833 à 2015
- De 1833 à 1848, les cantons d'Eu et d'Envermeu  avaient le même conseiller général. Le nombre de conseillers généraux était limité à 30 par département[1].

| Période           | Période      | Identité                                      | Étiquette                            | Qualité |
| ----------------- | ------------ | --------------------------------------------- | ------------------------------------ | --- |
| 1833              | 1848         | Louis François Rabion (1771-1856)             |                                      | Négociant Maire d'Eu |
| 1848              | 1888 (décès) | Jules Grout fils                              | Droite Bonapartiste puis Monarchiste | Avocat à Paris et à Envermeu |
| 1888              | 1901 (décès) | Ernest Breton                                 | Républicain radical                  | Agriculteur, maire d'Envermeu, conseiller d'arrondissement Député (1889-1901)                                                                         |
| 1902              | 1908 (décès) | Jean-Baptiste Albert Hébert                   | Rad.                                 | Médecin, maire d'Envermeu, conseiller d'arrondissement                                                                                                |
| 1908              | 1940         | Albert Cauchie (1871-1951)                    | Républicain puis Rad.                | Maire de Saint-Waast-d'Équiqueville Nommé membre de la Commission administrative départementale en 1941 Nommé membre du Conseil départemental en 1943 |
|                   |              |                                               |                                      | |
| 1945              | 1952 (décès) | Edgar Assire (1880-1952)                      | Rad.-RGR                             | Médecin Maire d'Envermeu (1946-1952), ancien conseiller d'arrondissement Président du Conseil général (1949-1952)                                     |
| 21 septembre 1952 | 1958         | André Delaunay                                | Antidirigiste                        | Maire d'Envermeu |
| 1958              | 1959 (décès) | Jacques de La Boullaye de Thévray (1901-1959) | DVD                                  | Maire de Saint-Nicolas-d'Aliermont |
| 17 janvier 1960   | 2001         | Paul Caron                                    | DVD puis CD puis UDF-CDS             | Industriel Sénateur (1973-1977 et 1986-1995) maire de Saint-Nicolas-d'Aliermont (1960-1989)                                                           |
| 2001              | 2015         | Gérard Picard                                 | DVD puis UMP ("Alternance 76")       | Pharmacien, maire d'Envermeu (1989-2020) Président de la Communauté de communes des Monts et Vallées                                                  |

### Conseillers d'arrondissement (de 1833 à 1940)
| Période                                  | Période          | Identité                                             | Étiquette                | Qualité |
| ---------------------------------------- | ---------------- | ---------------------------------------------------- | ------------------------ | --- |
| 1833                                     | 1839             | M. Hesnard                                           |                          | Juge de paix, propriétaire à Envermeu                                                                       |
| 1839                                     | 1848 (décès)     | Auguste Wiotte (1787-1848)                           |                          | Négociant et armateur, propriétaire, maire de Sauchay-le-Bas, juge de paix du canton                        |
| 1848                                     | 1852             | M. Delestre                                          |                          | Propriétaire à Avesnes                                                                                      |
| 1852                                     | 1870             | Constant-Auguste Wiotte (1820-1873, fils d'A.Wiotte) | Bonapartiste             | Docteur en médecine, propriétaire à Sauchay                                                                 |
| 1870                                     | 1883             | Paul Le Bourgeois, Comte de Grasse                   | Monarchiste              | Maire de Penly                                                                                              |
| 1883                                     | 1888 (démission) | Ernest Breton                                        | Républicain              | Agriculteur, maire d'Envermeu                                                                               |
| 1888                                     | 1901 (démission) | Jean-Baptiste Albert Hébert                          | Républicain              | Médecin à Envermeu                                                                                          |
| 1902                                     | 1910             | Isidore Fouque                                       | Républicain              | Maire d'Envermeu                                                                                            |
| 1910                                     | 1928             | Eugène Livache                                       | Républicain progressiste | Banquier, maire d'Envermeu                                                                                  |
| 1928                                     | 1940             | Edgar Assire                                         | RG                       | Médecin à Envermeu                                                                                          |
| 1940                                     |                  |                                                      |                          | Les conseils d'arrondissement ont été suspendus par la loi du 12 octobre 1940 et n'ont jamais été réactivés |
| Les données manquantes sont à compléter. |                  |                                                      |                          | |

## Composition
Le canton d'Envermeu regroupait 30 communes et comptait 15 710 habitants (recensement de 1999 sans doubles comptes).
| Communes                   | Population (2012) | Code postal | Code Insee |
| -------------------------- | ----------------- | ----------- | ---------- |
| Assigny                    | 306               | 76630       | 76027      |
| Auquemesnil                | 245               | 76630       | 76037      |
| Avesnes-en-Val             | 268               | 76630       | 76049      |
| Bailly-en-Rivière          | 498               | 76630       | 76054      |
| Bellengreville             | 397               | 76630       | 76071      |
| Biville-sur-Mer            | 534               | 76630       | 76098      |
| Brunville                  | 217               | 76630       | 76145      |
| Dampierre-Saint-Nicolas    | 483               | 76510       | 76210      |
| Douvrend                   | 465               | 76630       | 76220      |
| Envermeu                   | 2 006             | 76630       | 76235      |
| Freulleville               | 335               | 76510       | 76288      |
| Glicourt                   | 191               | 76630       | 76301      |
| Gouchaupre                 | 152               | 76630       | 76310      |
| Greny                      | 105               | 76630       | 76326      |
| Guilmécourt                | 241               | 76630       | 76337      |
| Les Ifs                    | 43                | 76630       | 76371      |
| Intraville                 | 198               | 76630       | 76376      |
| Meulers                    | 395               | 76510       | 76437      |
| Notre-Dame-d'Aliermont     | 538               | 76510       | 76472      |
| Penly                      | 355               | 76630       | 76496      |
| Ricarville-du-Val          | 107               | 76510       | 76526      |
| Saint-Aubin-le-Cauf        | 747               | 76510       | 76562      |
| Saint-Jacques-d'Aliermont  | 325               | 76510       | 76590      |
| Saint-Martin-en-Campagne   | 1 000             | 76370       | 76618      |
| Saint-Nicolas-d'Aliermont  | 3 862             | 76510       | 76624      |
| Saint-Ouen-sous-Bailly     | 187               | 76630       | 76630      |
| Saint-Quentin-au-Bosc      | 88                | 76630       | 76643      |
| Saint-Vaast-d'Équiqueville | 562               | 76510       | 76652      |
| Sauchay                    | 392               | 76630       | 76665      |
| Tourville-la-Chapelle      | 468               | 76630       | 76704      |

## Démographie
| 1962   | 1968   | 1975   | 1982   | 1990   | 1999   | 2009 |
| ------ | ------ | ------ | ------ | ------ | ------ | ---- |
| 11 724 | 12 776 | 13 327 | 14 581 | 15 958 | 15 710 | -    |